# ソフィーのアトリエ2 〜不思議な夢の錬金術士〜
『ソフィーのアトリエ2 〜不思議な夢の錬金術士〜』（ソフィーのアトリエ2 ふしぎなゆめのれんきんじゅつし）は、コーエーテクモゲームスより2022年2月24日に発売された日本のゲームソフト。
対応機種はPlayStation 4、Nintendo Switch、Microsoft Windows。

## 概要
錬金術によるアイテム作成を主題としたアトリエシリーズの23作目（外伝的作品を除く）。

## 登場人物

### メインキャラクター
ソフィー・ノイエンミュラー
声 - 相坂優歌
本作の主人公。不思議シリーズ第１作ソフィーのアトリエにて出会ったプラフタと共に、公認錬金術士となるべく旅を続けていた。その途中、プラフタ案内にて彼女が夢で見たという不思議な大樹の場所へ来る。大樹を調べている最中、突如物凄い吸引力の渦が発生、吸い込まれそうになったプラフタを何とか食い止め踏み留まろうとするも、敵わず2人共吸い込まれてしまう。吸い込まれた先の世界、エルデ＝ヴィーゲにある唯一の街、ロイテールにて、新たな仲間との出会いと冒険、そして行方不明のプラフタの捜索を通して成長して行く。
過去シリーズの主人公らと違い、彼女のみ材料の声を認識可能な力を得る過程が描かれて居なかったが、本作にてようやく描かれる事となる。
武器は前作までと同じく杖で、直接殴りつけるアクションもある。
プラフタ
声 - 井口裕香
ソフィーの知るプラフタと同じ名前の少女。兎の耳のカチューシャを着けている。錬金術士である点や、しっかり者な面など前作のプラフタとは似た点が多い。
実は彼女の正体は、500年前の時代から呼び出された正真正銘のプラフタ本人。錬金術士としてはまだまだ発展途上であり、錬金術勝負に負けて落ち込みアトリエを飛び出したり、自ら「しっかり者」を自称したり、口癖の「すこぶる」を「格好いい大人な言葉」と称すなど、精神面も500年後の彼女に比べ幼さが滲み出ている。又、後に事件を引き起こすルアードともまだ仲は良好な様子。
500年後の彼女同様ソフィーのズボラさに手を焼いており、頭が痛くなったりもする。ソフィー曰く「町長のプラフタが二人になったみたい」。500年後の彼女が人形の体に魂を移した理由を気にするが、その際詳細は語られなかったが良からぬ事が起きると知らされる。更にそれを避けようとすればソフィーとの出会いも生まれなくなると諭され、全てが解決し元の世界に帰る際、タイムパラドックスを避けるべくエルデ＝ヴィーゲでの記憶を抹消させる事を決意した。
武器は500年後の彼女同様錬金術製の駆動兵器である手形の機械だが、こちらは片手しかない。
ラミゼル・エルレンマイヤー
声 - 高橋李依
エルデ＝ヴィーゲの実質リーダー兼錬金術士の女性。ソフィーに似た赤い髪を持っている。エルヴィーラが最初に出会い、最初にこの街に呼ばれた人物。実はエルデ＝ヴィーゲは元々彼女の為にとエルヴィーラが作った街だが、彼女から「皆の夢を叶えるのに使って貰おう」と提案、かくして現在の街になった。
エルヴィーラにより明かされるが、彼女の正体は実はソフィーの祖母の過去の姿。この時点ではまだ未婚であり息子も娘も居なかった他、ソフィーもまさかとは思ったが容姿の事もありはっきりした事が分からなかった為、正体が明かされた際は少しの間ぎこちない関係になっていた。しかし彼女の提案で、「深く考えるのはやめて友達という関係で居よう」という結論に落ち着き、改めて友人として互いを受け入れた。
錬金術の腕前はプラフタ同様まだまだ発展途上だが、プラフタよりも腕は劣る模様。最近は調合もろくすっぽ行っていないという。しかしソフィーから、将来自分が公認錬金術士となり、それに憧れ同じ道を目指している事を聞かされると、自分も錬金術の修行を頑張る事を決意する。尚、「ソフィーのアトリエ」にてパメラは当時のソフィーと同い年くらいの時期に公認錬金術士となったと語っていた為、時系列に多少の矛盾が生じている。
恋愛小説が好きでソフィーにも薦めたが彼女は読んでも恋愛部分は良く分からなかったと語っていた。
武器はバトンのような形をした杖で、バトントーラーのようなアクションで戦う。
アレット・クラルティ
声 - 悠木碧
各地で拾ったものを販売する商人兼調達屋の少女。調達屋業を営む傍ら『エルデ＝ヴィーゲにしかないお宝』を日々探している。無鉄砲でおてんばでお調子者。自信家ではあるが特に理由はなくドジを踏んで失敗するトラブルメーカー気質なところも。
元の世界で抱えてしまった借金の返済の為にエルデ＝ヴィーゲにやってきたが、様々な時代の品が集まる場所であることから返済の為のお金を稼ぎ終わった後も残って商売を続けている。ソフィーが錬金術で作った失敗作を引き取って置物として売ったり、自ら錬金術を学ぼうとしたりもするが、自身に才能がないと分かればすっぱり諦めるなど、商人としての強かな面も持ち合わせている。一方で古文書の解読などもしているが、そのせっかちな性格が災いし、単なる手紙を宝の場所が書かれている古文書であると高額で売り付けられることも。しばしば守銭奴扱いされる。
同じ商人であるピリカとは友人同士で一緒に暮らしている。
ブーツ型の武器を使い、足技を主体として戦う。他にも商人として集めた様々な品を使ったスキルを持つ。
オリアス・エンデルス
声 - 前野智昭
ロイテールで用心棒として働いている男性。自分に自信があり、常に堂々とした立ち振る舞いをするが、根は素直で純粋。面倒見が良く、依頼もしっかりこなすため、住民からの信頼は厚い。
大家族の長兄であり、家族の為に傭兵になったという過去がある。傭兵稼業に夢中になるあまり何年も家に帰っておらず、手紙すら出していないことを引け目に感じている。性格や行動がソフィーと似ている妹がおり、アトリエを散らかしてばかりなソフィーをプラフタに代わって𠮟ることも少なくない。
夢がないのにエルデ＝ヴィーゲに来ており、そのことを本人は「夢を超越した領域にいるからだ」と語る。しかし、ソフィーらとの交流を通して無意識下にあった「家族を支える」という夢を自覚し、元の世界に帰った後は家族の元へ帰ることを誓う。
武器は銃剣。氷属性の魔法を多く持ち、デバフ状態の相手に対して高いスキルダメージを放てる。
ディーボルト・レーヴェレンツ
声 - 河西健吾
二振りの剣を用い、オリアスと同様に用心棒をしている、影のある男性。誠実で真面目な人柄である一方、堅物でだいぶ口下手。元騎士だという剣の実力は、エルデ＝ヴィーゲでもトップクラス。
騎士団長だった頃に国を脅かしていた竜を討伐し英雄と呼ばれていたが、平和となった国に騎士団は必要ないと解散を命じられたという過去がある。命を賭して守ったはずの相手から受けた仕打ちに騎士でいる意義を感じなくなってしまい、再び騎士になりたいという気持ちはあるものの答えを出せずにいる。
ピリカの時代においてディーボルトは英雄騎士として伝えられており、そんな救国の伝説に勇気をもらったピリカの働き掛けもあって、再び騎士として人々を護ることと、ピリカたちの思いに恥じぬ騎士であり続けることを決意する。
武器マニアであり、一度語り始めると周りが見えなくなる。
武器は双剣。アイテムコスト上限がパーティ内で最も低い代わりに、攻守共にトップクラスの性能を誇る。

### サブキャラクター
プラフタ（人形）
声 - 井口裕香
ソフィーの師匠であり、相棒。人形の体に魂を宿しているが、人間になるためにソフィーと共に旅を続けている。大樹の渦に巻き込まれ、エルデ=ヴィーゲに飛ばされてしまったとき、ソフィーとは離ればなれになってしまう。
エルデ=ヴィーゲに飛ばされてきた際、結び付きが弱かった為に人形の身体と魂が分離してしまい、ソフィーたちに助けてもらうまでは魂だけの状態のままエルデ=ヴィーゲを彷徨っていた。助け出された後は自ら「街の皆の手助けをしたい」と申し出をし、ラミゼルとエルヴィーラの推薦を受けてロイテール初の町長に就任する。
本作では人間のプラフタがいる為、パーティメンバーとして参戦はしない。
エルヴィーラ
声 - 上田麗奈
「エルデ=ヴィーゲ」を創りだした神。見た目は妖艶な女性であるが性格は幼い。また、コンプレックスを抱いていることもあり、ラミゼルを除いて人前に姿を現すことはない。エルデ=ヴィーゲを創った神として、住民から崇められている。
ソフィーとプラフタをエルデ=ヴィーゲに呼び寄せた際、プラフタの魂が分離してしまったことを隠蔽しようとしたり、それが発覚した際には人目も憚らず大声で泣きじゃくるなど精神面は子供そのもの。
何百年もの間、人々が見る夢幻を管理し悪夢を取り除き続けてきた中、ラミゼルの夢幻に強く心を惹かれ、彼女に会ってみたいという一心で夢の核を作り出しエルデ=ヴィーゲを創造した。各地に存在する夢の核はエルヴィーラ自身の力を切り離して作られている為、普段の彼女は力の大半を失っている状況にあり、現在では夢の器に力を注ぐだけでも精一杯になるほど。
エルデ=ヴィーゲの創造は神である彼女にとっても本来の役割を越えた行いであり、その結果、グロールという脅威を生み出してしまったことを強く後悔することになる。その際もプラフタの魂が分離した時と同様、誰にも相談せず一人で事を解決しようとするが、夢の核の創造で力を失っていたせいで逆にグロールに憑りつかれてしまい、暴走状態に陥る。その後、ラミゼルたちの前から姿を消し、後に再開した時には人が変わってしまったように豹変しており、皆の夢を喰べることを目的に夢の核を取り込もうとしていた。
ラミゼルたちの尽力によって暴走状態が解けた後は、もう二度と同じ過ちを繰り返さない為にエルデ=ヴィーゲを終わらせること決める。ソフィーたちや町民は、世界が消えること自体は受け入れつつも、エルヴィーラが一人犠牲になることを良しとせず、いつでも夢の中で皆と会える道具「夢幻のペンデュラム」をソフィーが調合し、彼女へ送った。その後は皆が少しずつエルデ=ヴィーゲを去って行くのを見送り、最後はラミゼルと共に夢の核の力を回収する為の旅に出るところで本作は幕を閉じる。
本作のストーリー上のラスボス。
ピリカ
声 - 早瀬雪未
ロイテールで商店「ピリカ堂」を営む店主。とある一族の血を引いており、道具を複製する能力を持っている。仕事熱心ではあるのだが、昼寝が大好きで店番の最中に寝ている姿がよく目撃される。
「ソフィーのアトリエ」で登場したコルネリアと似た衣装を身に纏っており、複製能力だけでなくミルクが好物であるなど共通点が多い。当初は複製による副作用はないとされていたが、後に眠気が副作用であると発覚し、複製をし過ぎると数時間に渡って起こそうとしてもまったく目覚めなくなってしまう。また、人里離れた山奥でひっそりと暮らしている一族が衰退してしまうことを危惧しており、様々な時代の人が集まるエルデ=ヴィーゲで商人を営む傍ら、一族繁栄計画を着々と進めている。
ディーボルトに対してたびたび騎士に戻るよう働きかけているが、それは彼女の時代に彼の遺した逸話が伝わっており、彼女自身がその伝説に勇気をもらっていた為。
陶芸が趣味。個性的な美的センスを持つ。
本作におけるアイテムの複製と補充担当。
カトリーナ・バルバストル
声 - 沼倉愛美
ロイテールにある食事処「水晶の輝き亭」の店主。愛称はカティ。高い情報収集能力を持ち、それを活かして「エルデ＝ヴィーゲ」についての様々な情報を集めている。料理の腕も一級なのだが、店主としての勤務態度は不真面目で、店内で堂々とサボっているのが日常。
「フィリスのアトリエ」に登場したヴァイスラーク見聞院の元筆頭司書で歴代最年少。様々な時代の話を聞いて歴史の資料を作るのが趣味であり、司書をしていたのもそういった趣味が高じてのことだったが、仕事に次ぐ仕事に嫌気がさして遂に退職し、エルデ=ヴィーゲに来たという経緯を持つ。生まれの影響で世間知らずだったノームの保護者を務めており、ノームが熱中できることを見つけた際にはしみじみと喜ぶ姿を見せた。
本作における依頼の受注担当。
ノーム・デュモルティエ
声 - 大野柚布子
食事処「水晶の輝き亭」で働く真面目で心優しい青年。店の仕事をほとんどしないカティに代わり、実質店を仕切っている従業員。カティに対して恩義を感じているため、少しでも彼女の力になりたいと考えている。
名門武家の一人息子であり、エルデ=ヴィーゲに来た当初は後継ぎとしての修行ばかりさせられていたせいで社会常識が欠如しており、そんな彼の姿を見て飢え死にしてしまいかねないと思ったカティに引き取られたという経緯を持つ。その為、カティのことを誰よりも敬愛しており、彼女がサボっている姿を見ても「常に余裕があって絵になる」と評する。
絵を描くことが趣味で、エルデ=ヴィーゲに来て時間が出来たことで本格的に絵に打ち込むようになり、絵の指導を自ら買って出たプラフタが難儀するほどの高い腕前を持つ。
見た目はソフィーよりも年下だが、エルデ=ヴィーゲに来て数年経っている為、実際はソフィーよりも年上で成人。
EX依頼報酬で手に入る討伐証を彼に渡すことで貴重なアイテムと交換できる。